# Ponometia triangulana
Ponometia triangulana là một loài bướm đêm trong họ Noctuidae.